# Pune Challenger 2015
Il Pune Challenger 2015 è stato un torneo maschile tennis professionistico. È stata la 2ª edizione del torneo, facente parte della categoria Challenger 80 nell'ambito dell'ATP Challenger Tour 2015, con un montepremi di 50 000 $. Si è giocato dal 26 al 31 ottobre 2015 sui campi in cemento del Shree Shiv Chhatrapati Sports Complex di Pune, in India.

## Partecipanti

### Teste di serie
| Nazionalità | Giocatore                | Ranking* | Testa di serie |
| ----------- | ------------------------ | -------- | -------------- |
| India       | Yuki Bhambri             | 99       | 1              |
| Russia      | Evgeny Donskoy           | 118      | 2              |
| Spagna      | Adrián Menéndez Maceiras | 137      | 3              |
| Regno Unito | James Ward               | 159      | 4              |
| India       | Saketh Myneni            | 166      | 5              |
| India       | Somdev Devvarman         | 181      | 6              |
| Belgio      | Yannick Mertens          | 183      | 7              |
| Russia      | Alexander Kudryavtsev    | 190      | 8              |

- Ranking al 19 ottobre 2015.

### Altri partecipanti
I seguenti giocatori hanno ricevuto una wild card per il tabellone principale:
- Anvit Bendre
- Aryan Goveas
- Sumit Nagal
- Vishnu Vardhan

I seguenti giocatori sono passati dalle qualificazioni:
- Prajnesh Gunneswaran
- Temur Ismailov
- Ranjeet Virali-Murugesan
- Purav Raja

## Punti e montepremi
| Torneo    | Torneo              | V     | F     | SF    | QF    | 2T  | 1T  | Q | Q2 | Q1 |
| Singolare | Punti               | 80    | 48    | 29    | 15    | 7   | 0   | 3 | 0  | 0  |
| Singolare | Premi in denaro ($) | 7 200 | 4 240 | 2 510 | 1 460 | 860 | 520 | – | 0  | 0  |
| Doppio    | Punti               | 80    | 48    | 29    | 15    | –   | 0   | – | –  | –  |
| Doppio    | Premi in denaro ($) | 3 100 | 1 800 | 1 080 | 640   | –   | 360 | – | –  | –  |

## Campioni

### Singolare
Yuki Bhambri ha sconfitto in finale  Evgeny Donskoy con il punteggio di 6–4, 7–6(4).

### Doppio
Gerard Granollers /  Adrián Menéndez Maceiras hanno sconfitto in finale  Maximilian Neuchrist /  Divij Sharan con il punteggio di 1–6, 6–3, [10–6]
.